# Comuna Kuianivka, Bilopillea
Kuianivka (în ucraineană Куянівка) este o comună în raionul Bilopillea, regiunea Sumî, Ucraina, formată din satele Cervanivka, Iosîpove, Kuianivka (reședința), Novopetrivka și Pavlivske.

## Demografie
Componența lingvistică a comunei Kuianivka
     Ucraineană (95,21%)
     Rusă (3,54%)
     Alte limbi (0,83%)
Conform recensământului din 2001, majoritatea populației comunei Kuianivka era vorbitoare de ucraineană (95,21%), existând în minoritate și vorbitori de rusă (3,54%).